# Cerathosia
Cerathosia is een geslacht van vlinders van de familie uilen (Noctuidae), uit de onderfamilie Eustrotiinae.

## Soorten
- C. opisthochra Dyar, 1916
- C. tricolor Smith, 1887